# 格里巴诺夫斯基
格里巴诺夫斯基（羅馬化：Gribanovskiy），旧称大格里巴诺夫卡（Большая Грибановка），是俄罗斯沃罗涅日州的市级镇、格里巴诺夫斯基区行政中心，在州府沃罗涅日东方。
该地2021年人口有14,502人；2010年人口15,686；2002年人口17,461；1989年人口17,122。